# Gabriel Cisneros
Gabriel Cisneros Laborda (ur. 14 sierpnia 1940 w Tarazonie, zm. 27 lipca 2007 w Murcji) – hiszpański polityk i prawnik, długoletni deputowany, jeden z twórców hiszpańskiej konstytucji uchwalonej w okresie demokratyzacji w 1978.

## Życiorys
Z wykształcenia prawnik, studiował na uniwersytetach w Oviedo i Madrycie. Kształcił się również w zakresie nauk politycznych i dziennikarstwa. Pracował jako urzędnik służby cywilnej w ramach korpusu Cuerpo Superior de Administradores Civiles del Estado. M.in. w latach 1976–1977 był dyrektorem generalnym do spraw społecznych w ministerstwie spraw wewnętrznych. W 1977 uzyskał mandat posła do konstytuanty. Znalazł się w siedmioosobowym zespole, który opracował przyjętą w 1978 nową demokratyczną konstytucję. W 1979 terroryści z ETA usiłowali go porwać, Gabriel Cisneros zdołał uciec, został jednak w trakcie tego zdarzenia postrzelony.
W 1979 i 1982 z ramienia Unii Demokratycznego Centrum wybierany do Kongresu Deputowanych I i II kadencji, w którym zasiadał do 1986. Na początku lat 80. w hiszpańskim rządzie pełnił funkcję sekretarza stanu ds. kontaktów z Kortezami Generalnymi. Pod koniec tej dekady dołączył do Partii Liberalnej, a następnie wraz z nią do Partii Ludowej. Z jej ramienia w 1989, 1993, 1996, 2000 i 2004 ponownie wybierany do niższej izby hiszpańskiego parlamentu. Był członkiem Konwentu Europejskiego, a także jednym z wiceprzewodniczących Kongresu Deputowanych VIII kadencji, w trakcie której zmarł.